# ناتان نگومو
ناتان نگومو (انگلیسی: Nathan Ngoumou؛ زادهٔ ۱۴ مارس ۲۰۰۰) بازیکن فوتبال اهل فرانسه است.
از باشگاه‌هایی که در آن بازی کرده‌است می‌توان به باشگاه فوتبال تولوز اشاره کرد.
وی همچنین در تیم‌های ملی فوتبال زیر ۱۹ سال فرانسه و زیر ۲۱ سال فرانسه بازی کرده‌است.